# 正名
正名，修正名稱，與事實或道理相符，為動賓短語。正名一詞源出於儒家經典《論語》之中。子曰：「名不正，則言不順；言不順則事不成」。意思就是說，要做成一件事情，必須先有一個正當合理的名義和理由，這樣事情才能講得通，才有辦法產生正面的號召，進而把事情做好。反之，如果名義不正當，就無法自圓其說，只能強詞奪理，事情都講不通了，當然也就辦不成了。原意是在勸告所有的人，做事情前要想清楚，要做符合禮法道義的事情，不要做背逆禮法的事情。
正名的基本含義，是讓事物的名和本來面目匹配，達到名實相符，做到符合正義。孔子明春秋大義，奉正朔，用周天子春秋而非諸侯春秋；正名份，吳、楚君自稱「王」，而春秋稱之曰「子」；齊、晉雖強，仍稱曰「侯」；宋、魯雖弱，仍稱曰「公」，這便是正名的原旨。

## 源起
「正名」一詞最早見於《論語·子路》篇的敘述：
子路向孔子報告衛君（衛出公）正尋求孔子對施政的意見，並詢問對衛君而言甚麼事最要緊。孔子答：「正名」是最重要的。子路認為孔子太迂腐，孔子反駁道：如果名不正，言論便不通順，做事施政便沒有效果，禮樂、刑罰都會不成樣子，人民會無所適從。
文中的「正名」主要指更正上下名分的問題，後人引申為訂正團體的名稱。
後來引申出另一種意思，就是將自己做的事情合理化，某件事可能沒有什麼意義或者是會有負面影響，但是為了能夠讓它做成，就賦予它一個合理而正大的名義，以爭取世人對此的認同或支持。歷代的中國民間大規模起事，不論黃巾之亂、紅巾之亂、流寇、太平天國甚至是清末革命黨發動的事變皆是如此，常因為意識形態不同，而被提出改名或正名。
政體、機構及團體進行提出者認為合理的名稱更改，為正名的一種。近年來正名成為台灣政治的一門顯學，主要是針對在台灣境內帶有中國色彩的政治事物，或者涉及轉型正義。泛藍陣營則強烈批判背後具有強大的台獨意識型態。